# Sütő Nagy László
Sütő Nagy László vagy Sütő-Nagy László vagy S. Nagy László (Kolozsvár, 1894 – Budapest, 1978; temetése augusztus 30-án volt) gyógyszerész, író, szerkesztő és újságíró. Az Unitárius Egyház aktív tagja, egyházi főtanácsi tag.
Születésének és halálának pontos időpontja nem ismeretes. Gyászjelentésében is csak a temetésének napja van feltüntetve: 1978. augusztus 30., az Új Köztemetőben.

## Életútja
Kolozsváron született, apja vendéglátós volt, kocsmát működtetett. A kolozsvári Unitárius Főgimnáziumban tanult, majd gyógyszerészetet végzett, de élete végéig író, újságíró és szerkesztő volt. A második világháborút követően menekült Magyarországra. Itt is irodalmi, publicisztikai tevékenységet folytatott. Budapesten fejezte be életét. A budapesti Új Köztemetőben helyezték nyugalomra.

## Munkássága
Gyógyszerész tevékenységéről nincs információ, annál inkább az írói, szerkesztői, publicisztikai tevékenységéről.
Megalapította a Kolozsvári Szemlét. Szerkesztette a Kolozsvári Hét című színházi újságot. Munkatársa volt az Aranyosvidék c. lapnak, a Kolozsvári Hírlapnak és Benedek Elek gyermeklapjának, a Cimborának. Előadásokat tartott az Erdélyi Irodalmi Társaságban, a Dávid Ferenc Egyletben, az Unitárius Konferenciás Tábor budapesti összejövetelein és a Magyar Rádióban. Tagja volt az Unitárius Irodalmi Társaságnak, szerkesztette a Keresztény Magvetőt és az Erdélyi Szemlét.
Az erdélyi magyarság húsz esztendeje című munkája fontos irodalmi és történelmi jelentőségű. Életéről és munkásságáról további tanulmányok és cikkek is megjelentek, amelyek a Petőfi-évforduló alkalmából készültek.  

### Művei
- Véres mezőkön - 1915
- Jókai szerelmei - 1925
- Zenélő kút - 1928
- A megtalált Isten - 1934 - versek[8]
- Lélekharcok - 1936
- A Ferencz József és Szent-Iványi Sándor által szerkesztett, Az unitárius élet munkásai c., 1940-ben kiadott könyvben S. Nagy László megírta Szentiváni Mihály életrajzát.[9]